# Puisieulx
Puisieulx és un municipi francès, situat al departament del Marne i a la regió del Gran Est. L'any 2007 tenia 353 habitants.

## Demografia

### Població
El 2007 la població de fet de Puisieulx era de 353 persones. Hi havia 132 famílies, de les quals 20 eren unipersonals (8 homes vivint sols i 12 dones vivint soles), 44 parelles sense fills, 60 parelles amb fills i 8 famílies monoparentals amb fills.
La població ha evolucionat segons el següent gràfic:
Habitants censats

### Habitatges
El 2007 hi havia 138 habitatges, 133 eren l'habitatge principal de la família, 2 eren segones residències i 3 estaven desocupats. Tots els 138 habitatges eren cases. Dels 133 habitatges principals, 116 estaven ocupats pels seus propietaris, 15 estaven llogats i ocupats pels llogaters i 2 estaven cedits a títol gratuït; 3 tenien tres cambres, 18 en tenien quatre i 112 en tenien cinc o més. 130 habitatges disposaven pel capbaix d'una plaça de pàrquing. A 33 habitatges hi havia un automòbil i a 89 n'hi havia dos o més.

### Piràmide de població
La piràmide de població per edats i sexe el 2009 era:
| Homes | Edats   | Dones |
| ----- | ------- | ----- |
| 0     | 95 o +  | 0     |
| 0     | 90 a 94 | 0     |
| 0     | 85 a 89 | 4     |
| 0     | 80 a 84 | 0     |
| 0     | 75 a 79 | 8     |
| 8     | 70 a 74 | 4     |
| 8     | 65 a 69 | 8     |
| 4     | 60 a 64 | 4     |
| 8     | 55 a 59 | 4     |
| 8     | 50 a 54 | 24    |
| 12    | 45 a 49 | 20    |
| 16    | 40 a 44 | 12    |
| 12    | 35 a 39 | 12    |
| 12    | 30 a 34 | 4     |
| 4     | 25 a 29 | 8     |
| 16    | 20 a 24 | 8     |
| 28    | 15 a 19 | 36    |
| 12    | 10 a 14 | 24    |
| 4     | 5 a 9   | 4     |
| 8     | 0 a 4   | 0     |

## Economia
El 2007 la població en edat de treballar era de 246 persones, 177 eren actives i 69 eren inactives. De les 177 persones actives 170 estaven ocupades (94 homes i 76 dones) i 7 estaven aturades (5 homes i 2 dones). De les 69 persones inactives 19 estaven jubilades, 31 estaven estudiant i 19 estaven classificades com a «altres inactius».

### Ingressos
El 2009 a Puisieulx hi havia 136 unitats fiscals que integraven 357 persones, la mediana anual d'ingressos fiscals per persona era de 24.829 €.

### Activitats econòmiques
Dels 9 establiments que hi havia el 2007, 2 eren d'empreses alimentàries, 1 d'una empresa de fabricació d'altres productes industrials, 3 d'empreses de construcció, 1 d'una empresa de comerç i reparació d'automòbils i 2 d'empreses de serveis.
Dels 3 establiments de servei als particulars que hi havia el 2009, 2 eren guixaires pintors i 1 lampisteria.
L'any 2000 a Puisieulx hi havia 12 explotacions agrícoles que ocupaven un total de 585 hectàrees.

## Equipaments sanitaris i escolars
El 2009 hi havia una escola elemental.

## Poblacions més properes
El següent diagrama mostra les poblacions més properes.